# Stephanie Okereke Linus
Stephanie Linus (nombre de nacimiento: Stephanie Onyekachi Okereke, 2 de octubre de 1982) es una actriz, directora de cine y modelo nigeriana. Ha recibido numerosos premios y nominaciones por su trabajo como actriz, entre los que se cuentan el premio Reel a la mejor actriz (2003), el premio Afro Hollywood en la misma categoría (2006) y tres nominaciones para mejor actriz en un papel protagónico en los Premios de la Academia del Cine Africano en 2005, 2009 y 2010. Además, quedó en segundo lugar en el concurso de belleza de 2002 llamado La mujer más bella de Nigeria. En 2011 recibió la Orden de la República Federal de Nigeria otorgada por el gobierno de su país.

## Primeros años
Stephanie Okereke nació en Ngor-Okpala, en el estado de Imo. Es la sexta hija dentro de los ocho hijos de Mary y Chima Okerke. Finalizó su educación primaria y secundaria en el estado del Delta y posteriormente estudió en la Universidad de Calabar, en el estado de Cross River, donde se graduó en Inglés y Estudios Literarios.

## Carrera
Durante su adolescencia, en 1997, protagonizó dos películas de Nollywood: Compromise 2 y Waterloo. En el concurso de belleza de 2002 llamado La mujer más bella de Nigeria, Okereke quedó en segundo lugar. Un año más tarde, Okereke ganó dos premios —de las ocho nominaciones que recibió— en los premios Reel, en las categorías de mejor actriz de habla inglesa y mejor actriz del año. Después de haberse graduado de la Escuela de Cine de Nueva York en 2007, Okereke lanzó la película Through the Glass, en la que trabajó como directora, guionista, productora y actriz. La película recibió una nominación a mejor guion en los premios de la Academia del Cine Africano en 2009. En 2014, estrenó otra película, Dry, en la que tuvo los mismos roles que en la anterior y ganó varios premios en 2016, en ceremonias como ya mencionada y la de los Africa Magic Viewers Choice Awards, en la categoría de mejor película. En total, Okereke ha aparecido en más de 90 películas.

## Vida privada
En abril de 2005, de camino a la ceremonia de los premios de la Academia del Cine Africano en Yenagoa, Okereke se vio involucrada en un accidente de auto grave, que la dejó con quemaduras en todo su cuerpo y una pierna rota.
En abril de 2012 Okereke se casó con Linus Idahosa en París, en una ceremonia privada a la que asistieron sus parientes y algunos actores y actrices de Nollywood. Su primer hijo, Maxwell Enosata Linus, nació en octubre de 2015.